# Unterseeboot 149 (1940)
Pour les articles homonymes, voir Unterseeboot 149.
Le Unterseeboot 149 ou U-149 est un sous-marin allemand (U-Boot) de type II.D utilisé par la Kriegsmarine pendant la Seconde Guerre mondiale.
Comme les sous-marins de type II étaient trop petits pour des missions de combat dans l'océan Atlantique, il navigue principalement dans la Mer du Nord.

## Historique
Mis en service le 13 novembre 1940, l'U-149 sert de sous-marin d'entrainement et de navire-école pour les équipages, d'abord au sein de la 1. Unterseebootsflottille à Kiel, puis à partir du 1er janvier 1941 dans la 22. Unterseebootsflottille à Gotenhafen. Le 22 juin, l'U-149 devient opérationnel.
Il quitte le 18 juin 1941 le port de Gotenhafen pour sa première et unique patrouille sous les ordres du Kapitänleutnant Horst Höltring. Après 24 jours en mer et 1 succès sur un navire de guerre soviétique, il retourne à Gotenhafen le 11 juillet 1941
Il quitte le service actif le 1er septembre 1941 et sert à la formation des sous-mariniers jusqu'à la fin de la guerre
Le 5 mai 1945, l'U-149 se rend aux forces alliées à Heligoland en Allemagne.
Le 30 juin 1945, l'U-149 appareille de Wilhelmshaven vers l'Écosse (Loch Ryan) dans le cadre de l'opération de destruction massive de la flotte d'U-Boote.
L'U-149 est coulé le 21 décembre 1945 à la position géographique de 55° 40′ N, 8° 00′ O.

## Affectations
- 1. Unterseebootsflottille à Kiel du 13 novembre au 31 décembre 1940 (entrainement)
- 22. Unterseebootsflottille à Gotenhafen du 1er janvier au 21 juin 1941 (navire-école)
- 22. Unterseebootsflottille à Gotenhafen du 22 juin au 31 août 1941 (service active)
- 22. Unterseebootsflottille à Gotenhafen du 1er septembre 1941 au 8 mai 1945 (navire-école)

## Commandements
- Kapitänleutnant Horst Höltring du 13 novembre 1940 au 30 novembre 1941
- Kapitänleutnant Rolf Borchers du 1er décembre 1941 au 31 juillet 1942
- Oberleutnant zur See Adolf-Wilhelm Freiherr von Hammerstein-Equord du 1er août 1942 au 14 mai 1944
- Oberleutnant zur See Helmut Plohr du 15 mai 1944 au 8 mai 1945

## Patrouilles
|       | Commandant            | Départ       | Départ     | Arrivée         | Arrivée    | Jours    | Succès |
| ----- | --------------------- | ------------ | ---------- | --------------- | ---------- | -------- | ------ |
| 1     | Kptlt. Horst Höltring | 18 juin 1941 | Gotenhafen | 11 juillet 1941 | Gotenhafen | 24 jours | 206    |
| Total | Total                 | Total        | Total      | Total           | Total      | 24 jours | 206 t  |

Note : Kptlt. = Kapitänleutnant

## Navires coulés
L'Unterseeboot 149 a coulé 1 navire de guerre ennemi pour un total de 206 tonnes au cours de l'unique patrouille (24 jours en mer) qu'il effectua.
| Date         | Nom  | Nationalité      | Tonnage (GRT) | Fait  |
| ------------ | ---- | ---------------- | ------------- | ----- |
| 27 juin 1941 | M-99 | Union soviétique | 206           | Coulé |

### Sources
- (en) Cet article est partiellement ou en totalité issu de l’article de Wikipédia en anglais intitulé « German submarine U-149 (1940) » (voir la liste des auteurs).